# Constantin Scarisoreanu
Constantin Scarisoreanu (1869. – 1932.) je bio rumunjski general i vojni zapovjednik. Tijekom Prvog svjetskog rata zapovijedao je 9. i 7. divizijom.

## Vojna karijera
Constantin Scarisoreanu rođen je 11. siječnja 1869. godine. Vojnu naobrazbu započinje 1886. godine pohađanjem Vojne škole za pješaštvo i konjaništvo u Bukureštu koju završava 1888. godine. Od 1888. pohađa Školu za topništvo i inženjeriju, da bi nakon toga od 1895. pohađao Ratnu školu u Bukureštu. Čin poručnika dostiže 1893. godine, u čin satnika promaknut je 1897. godine, dok je u čin bojnika unaprijeđen 1907. godine. Godine 1911. promaknut je u čin potpukovnika, dok 1913. preuzima zapovjedništvo nad 40. pukovnijom. Sudjeluje i u Drugom Balkanskom ratu, nakon kojega je 1914. unaprijeđen u čin pukovnika.

## Prvi svjetski rat
Nakon ulaska Rumunjske u rat na strani Antante Scarisoreanu je imenovan načelnikom stožera V. korpusa. Ubrzo međutim, 26. kolovoza 1916. postaje zapovjednikom 19. divizije zamijenivši na tom mjestu Nicolae Arghirescua. Od listopada 1916. zapovijeda 9/19. divizijom koja je nastala spajanjem 9. i 19. divizije, da bi od prosinca 1916. zapovijedao 9. divizijom. Zapovijedajući 9. divizijom sudjeluje u Bitci kod Marasestija u kojoj je divizija pretrpjela velike gubitke. Devetom divizijom zapovijeda do 31. kolovoza 1917. kada je imenovan zapovjednikom 7. divizije. Navedenom divizijom zapovijeda do 26. svibnja 1918. kada se ponovno vraća na mjesto zapovjednika 9. divizije kojom zapovijeda do 2. srpnja 1918. godine.

## Poslije rata
Nakon završetka rata Scarisoreanu zapovijeda 1. konjičkom divizijom. Preminuo je 1932. godine u 63. godini života.

## Vanjske poveznice
(rum.) Constantin Scarisoreanu na stranici Old.historia.ro[neaktivna poveznica]